# Eccrita mirabilis
Eccrita mirabilis är en fjärilsart som beskrevs av Felix Bryk 1948. Eccrita mirabilis ingår i släktet Eccrita och familjen nattflyn. Inga underarter finns listade i Catalogue of Life.